# Hortensius (Cicero)
Hortensius sive de philosophia („Hortensius oder über die Philosophie“) ist eine Schrift Marcus Tullius Ciceros aus dem Jahre 45 v. Chr. in Dialogform. Sie ist benannt nach einem Freund Ciceros, dem Redner und Politiker Quintus Hortensius Hortalus.
Der Dialog war ursprünglich als Teil der Trilogie Hortensius-Catulus-Lucullus (Academica priora) angelegt, wurde aber von Cicero aufgrund von Kritik seines Verlegers Titus Pomponius Atticus und des römischen Publikums als eigenständiger Dialog ausgearbeitet, während Catulus und Hortensius zu den Academica posteriora bzw. den Academici libri ausgestaltet wurden.
Der Text, der die Philosophie als allein glücklichmachendes Prinzip und die Überwindung von Leidenschaften zugunsten der Ratio würdigte, war in der Spätantike sehr populär. Seine Lektüre soll ein Schlüsselerlebnis für Augustinus von Hippo auf dem Weg seiner Hinwendung zur Philosophie und in der Konsequenz auch zum Bibelstudium sowie der Bekehrung zum Christentum gewesen sein. Die weitere Beschäftigung mit dem Dialog enttäuschte allerdings Augustinus, was manche Forscher unter anderem darin begründet sehen, dass der streng logische Aufbau der ciceronischen Schriften den Texten der Bibel, die sich mit menschlichen Erfahrungen befassen, diamentral entgegensteht.
Das Werk ging wahrscheinlich schon im 6. Jahrhundert verloren, sodass eine vollständige Fassung nicht mehr existiert. Allerdings sind noch 103 Fragmente und Zitate in anderen Werken enthalten, 16 davon unter anderem bei Augustinus.

## Ausgaben und Übersetzungen
- Otto Schönberger (Übersetzer): Iamblichos: Aufruf zur Philosophie. Mit zweisprachiger Ausgabe von Ciceros „Hortensius“. Königshausen und Neumann, Würzburg 1984, ISBN 3-88479-143-5
- Laila Straume-Zimmermann, Ferdinand Broemser, Olof Gigon (Hrsg.): Marcus Tullius Cicero: Hortensius, Lucullus, Academici libri. 2. Auflage, Artemis & Winkler, Düsseldorf/Zürich 1997, ISBN 3-7608-1657-6 (mit Übersetzung)